# Liste der Baudenkmale in Reichenwalde
In der Liste der Baudenkmale in Reichenwalde sind alle Baudenkmale der brandenburgischen Gemeinde Reichenwalde und ihrer Ortsteile  aufgelistet. Grundlage ist die Veröffentlichung der Landesdenkmalliste mit dem Stand vom 31. Dezember 2021. Die Bodendenkmale sind in der Liste der Bodendenkmale in Reichenwalde aufgeführt.

## Legende
In den Spalten befinden sich folgende Informationen:
- ID-Nr.: Die Nummer wird vom Brandenburgischen Landesamt für Denkmalpflege vergeben. Ein Link hinter der Nummer führt zum Eintrag über das Denkmal in der Denkmaldatenbank. In dieser Spalte kann sich zusätzlich das Wort Wikidata befinden, der entsprechende Link führt zu Angaben zu diesem Denkmal bei Wikidata.
- Lage: die Adresse des Denkmales und die geographischen Koordinaten. Link zu einem Kartenansichtstool, um Koordinaten zu setzen. In der Kartenansicht sind Denkmale ohne Koordinaten mit einem roten beziehungsweise orangen Marker dargestellt und können in der Karte gesetzt werden. Denkmale ohne Bild sind mit einem blauen bzw. roten Marker gekennzeichnet, Denkmale mit Bild mit einem grünen beziehungsweise orangen Marker.
- Bezeichnung: Bezeichnung in den offiziellen Listen des Brandenburgischen Landesamtes für Denkmalpflege. Ein Link hinter der Bezeichnung führt zum Wikipedia-Artikel über das Denkmal.
- Beschreibung: die Beschreibung des Denkmales
- Bild: ein Bild des Denkmales und gegebenenfalls einen Link zu weiteren Fotos des Baudenkmals im Medienarchiv Wikimedia Commons

## Baudenkmale in den Ortsteilen

### Dahmsdorf
| ID-Nr.   | Lage                | Bezeichnung | Beschreibung | Bild       |
| -------- | ------------------- | ----------- | --- | ---------- |
| 09115282 | Dorfstraße 1 (Lage) | Dorfkirche  | Die Evangelische Dorfkirche stammt aus dem 13. Jahrhundert. Sie wurde nach einem Brand im Jahre 1834 renoviert. Im Inneren befindet sich ein Taufständer aus dem Jahre 1834. | Dorfkirche |

### Reichenwalde
| ID-Nr.                           | Lage             | Bezeichnung                                   | Beschreibung | Bild           |
| -------------------------------- | ---------------- | --------------------------------------------- | --- | -------------- |
| 09115449                         | Dorfaue 8 (Lage) | Dorfkirche und zwei Grabmale auf dem Kirchhof | Die evangelische Dorfkirche wurde im Kern Ende des 13. Jahrhunderts erbaut. Im Inneren befindet sich eine Kanzel und ein Orgelprospekt aus der Zeit Ende des 18. Jahrhunderts. | weitere Bilder |
| 09116029 Teilobjekt zu: 09115449 | Dorfaue 8 (Lage) | Orgel                                         | | Orgel          |